# Laxmanniaceae
A Laxmanniaceae a spárgavirágúak rendjébe (Asparagales) tartozó család, melynek rendszertani helye vitatott a taxonómusok körében, sokak szerint nem alkotnak különálló családot, hanem a spárgafélék családjába (Asparagaceae) helyezhetők. Az APG III-rendszer nem is ismeri el a családot, nemzetségeit a spárgafélékhez sorolja. A családba 15 nemzetség mintegy 180 faja sorolható, melyek között igen nagy termetű faalkatú növények is akadnak. A Laxmanniák különféle nemzetségei és fajai Ausztráliában, Délkelet-Ázsiában, a csendes-óceáni szigeteken és Amerikában őshonosak.
A fatermetű laxmanniaféléket, így pl. a közismert, trópusokon akár sövényként is ültetett Cordyline nemzetséget korábbi rendszerekben az agávefélékkel (Agavaceae) és a sárkányfákkal (Dracaenoideae) hozták közelebbi rokonságba. A Cordyline nemzetség kisebb termetű fajai egyébként nálunk mint dísznövények közismertek, de a trópusokon egyesek gyöktörzsét még emberi táplálkozásra is felhasználták.

## Nemzetségek
A családba az alábbi nemzetségek tartoznak.
- Acanthocarpus
- Arthropodium
- Chamaescilla
- Chamaexeros
- Bunkóliliom (Cordyline)
- Eustrephus
- Laxmannia
- Lomandra
- Murchisonia
- Romnalda
- Sowerbaea
- Thysanotus
- Trichopetalum
- Xerolirion